# Maribel Domínguez
Maribel Guadalupe Domínguez Castelán (Cidade do México, 18 de novembro de 1978) é uma futebolista mexicana que atua como atacante. É considerada a melhor futebolista de todos os tempos do México.

## Carreira
Maribel Dominguez representou a Seleção Mexicana de Futebol Feminino, nas Olimpíadas de 2004. 